# Wira Wowk
Wira Wowk, właściwie Wira Ostapiwna Selianśka (ukr. Ві́ра Вовк, ur. 2 stycznia 1926 w Borysławiu, zm. 16 lipca 2022 w Rio de Janeiro) – ukraińska poetka, historyk literatury, literaturoznawca, tłumaczka z języka ukraińskiego na język portugalski, przedstawicielka Grupy Nowojorskiej w ukraińskiej literaturze.

## Życiorys
Urodziła się w rodzinie lekarza Ostapa Mychajła i Stefanii Mariji Selanśkych. Dzieciństwo spędziła w Kutach na Huculszczyźnie. Naukę pobierała w gimnazjum we Lwowie (1939), a następnie w Clara Schumann Schule w Dreźnie (1941–1945). Od 1939 roku mieszkała w Dreźnie wraz z rodzicami. Studiowała germanistykę, muzykologię oraz literaturoznawstwo porównawcze na Uniwersytecie Eberharda Karola w Tybindze (1945–1949). Ojciec poetki zginął w czasie nalotu dywanowego aliantów na Drezno. W roku 1949 wraz z matką wyjechała do Rio de Janeiro, gdzie ukończyła tamtejszy uniwersytet. Ponadto studiowała na Uniwersytecie Ludwika i Maksymiliana w Monachium (1956–1957) oraz odbyła staż w 1965 na Uniwersytecie Columbia w Nowym Jorku. Tytuł doktora filologii otrzymała na Papieskim Uniwersytecie Katolickim w Rio de Janeiro w 1952r. W latach 1952–1996 pracowała jako wykładowca. Obejmowała stanowisko profesora literatury germańskiej na Uniwersytecie Federalnym w Rio de Janeiro. Od 1957 zajmowała stanowisko kierownika Katedry Filologii Germańskiej na Uniwersytecie w Cabo Frio. Wykładała również w Uniwersytecie św. Urszuli.
W 1966 roku po raz pierwszy od momentu emigracji odwiedziła Ukrainę, gdzie nawiązała kontakty z rodziną Switłycznych, Iwanem Draczem, Dmytrem Pawłyczką, Liną Kostenko, Mykołą Łukaszem oraz Mykołą Worobjowem. Utrzymywała intensywne kontakty korespondencyjne z Iwanem Switłycznym i Wasylem Stusem.

## Twórczość
Swój pseudonim literacki Wira Selianśka zaczerpnęła z przydomku, którym określano jednego z jej dziadków. Swoje utwory pisze głównie po ukraińsku, ale również po niemiecku i portugalsku. Uprawia lirykę filozoficzną (zbiory wierszy Zoria prowidna (1955), Czorni akaciji (1961), Meandry (1979)).
Do ważnych osiągnięć Wiry Wowk należy przybliżenie literatury ukraińskiej czytelnikom portugalskojęzycznym. W roku 1959 poetka opublikowała swoje przekłady w Antologii literatury ukraińskiej. W 1966 ukazały się dokonane przez nią pierwsze w historii literatury portugalskiej przekłady na język portugalski wierszy Iryny Żyłenko, Iwana Dracza, Liny Kostenko, Wasyla Symonenki. Poetka jest także tłumaczką twórczości Wasyla Hołoborod´ki. Spod jej pióra wyszły również przekłady dzieł klasyków literatury ukraińskiej: Marka Wowczoka, Iwana Franki, Łesi Ukrainki, Wasyla Stefanyka. Ukazały się również jej przekłady na język ukraiński dzieł Friedricha Dürrenmatta, Federica Garcíi Lorki, Paula Claudela, Rabindranatha Tagorego, Charles’a Baudelaire’a.
Swe przekłady dzieł współczesnych pisarzy ukraińskich na język portugalski publikowała ona w cyklu wydawniczym „Pysanky”. Poetka przetłumaczyła również szereg utworów klasyków literatury ukraińskiej (seria „Wertep”) oraz wiele ukraińskich tekstów ludowych (kolędy, pieśni). Prace te tłumaczka wydawała na własny koszt.
Mychajłyna Kociubynśka w przedmowie do tomiku poezji Wiry Wowk nazwała ją „niepowtarzalnym fenomenem ukraińskiej kultury”.
Swe bogate archiwum (dokumenty, pamiątki, książki, wydania drukowane, fotografie) poetka przekazała w 1997 roku instytucjom kulturalnym na Ukrainie: Centralnemu Państwowemu Archiwum Literatury i Sztuki Ukrainy w Kijowie (sygnatura akt 1212), Bibliotece Naukowej im. I. Franki we Lwowie, Uniwersytetowi Narodowemu „Akademia Kijowsko-Mohylańska”, Narodowemu Związkowi Pisarzy Ukrainy, Narodowej Bibliotece Parlamentarnej, Państwowemu Muzeum Literatury Ukrainy.

## Nagrody i odznaczenia
Czterokrotnie otrzymała Nagrodę Literacką im. Iwana Franki w Chicago (w latach 1957, 1979, 1982, 1990). Laureatka Narodowej Nagrody im. Tarasa Szewczenki w roku 2008, którą otrzymała w dowód uznania za książki Poeziji (2000), Proza (2001), Spohady (2003), Sioma peczat’ (2005), Romen-Zillia (2007), a także za przekłady twórczości ukraińskich klasyków na język portugalski.
W 2003 roku otrzymała w Kijowie Order Księżnej Olgi III Klasy.

## Prace

### Poezja
- Junist' (Monachium 1954)
- Zoria prowidna (Monachium 1954)
- Jełehiji (Monachium 1956)
- Czorni akaciji (Monachium 1961)
- Liubowni łysty kniażny Weroniky (Monachium 1967)
- Kappa Chresta,(Monachium 1969)
- Meandry (Rio de Janeiro 1979)
- Mandala (Rio de Janeiro 1980)
- Żinoczi masky (Rio de Janeiro – Genewa 1993)
- Pysani kachli,(1999)
- Violia pid weczir, (2000)
- Poeziji (Kijów 2000)
- Piwni z Barselosza (Rio de Janeiro-Kijów 2004)
- Majiwka do Bohorodyci koraliw (Rio de Janeiro-Kijów 2004)
- Knyżka Anny Marii (Rio de Janeiro 2009)
- Pisnia Syreny (Rio de Janeiro 2010)
- Obarinky, Lwiw (Dniepropetrowsk 2010)

### Proza
- Ranni opowidania (1943-54)
- Legendy (Monachium 1958)
- Kazky (Monachium 1956)
- Dychi i derwiszi (Monachium 1956)
- Opowidania dla ditej (1960-62)
- Witrażi (Rio de Janeiro 1961)
- Swiatyj haj (Rio de Janeiro 1983)
- Karnawał (Rio de Janeiro 1986)
- Stari panianky, (1995)
- Kalejdoskop (1979-2001)
- Proza (Kijów 2001)
- Wikno nawstriż (Rio de Janeiro-Kijów 2004)
- Sjoma peczat’ (Kijów-Rio de Janeiro 2005)
- Karaweła, Lwiw (2006)
- Napys na skarabeju (Lwów 2006)
- Koliada na Szczedryj Weczir (Lwów 2007)
- Totem skalnych sokoliw (Lwów 2009)
- Mereża (Rio de Janeiro-Kijów-Lwów 2010)
- Znameno (Lwów 2010)
- Czar-pysanka (2012)

### Dramat
- Skarb caria Horocha, (1962)
- Smisznyj swiatyj (Nowy Jork 1968)
- Tryptych (Rio de Janeiro 1982)
- Ikonostas Ukrainy (Rio de Janeiro 1998, Genewa 1991)
- Winok trojistyj (Rio de Janeiro-Nowy Jork 1998)
- Kazka pro wersznyka (Rio de Janeiro-Nowy Jork 1992)
- Zymowe dijstwo (Rio de Janeiro 1994)
- Wesniane dijstwo (Rio de Janeiro 1995)
- Nastasia Czahrowa, (2001)
- Kozak Netiaha, (2001)
- Kryłata skrypka, (2001)
- Teatr (Kijów 2002)

### Przekład literacki
- Antologia da Litaratura Ucraniana, Rio de Janeiro, Companhia Brasileira de Artes Graficas, 1959
- Girassol: Antologia da Moderna Poesia Ucraniana, Rio de Janeiro, Prolog Editora, 1966
- Galos Bordados. Contos ucranianos, Rio de Janeiro, Compahnia Brasileira de Artes Graficas, 1972
- A Canoa no Mar. Contos ucranianos, Rio de Janeiro, Compahnia Brasileira de Artes Graficas, 1972
- O Cântaro. A nova arte ucraniana, Rio de Janeiro, Compahnia Brasileira de Artes Graficas, 1973
- Viburno Rubo. Antologia da literatura ucraniana dos seus princípios até 1950, Rio de Janeiro, Compahnia Brasileira de Artes Graficas, 1977
- Ghryghory Skovoroda, Fabulas, Rio de Janeiro, Série Vertep, Compahnia Brasileira de Artes Graficas, 1978
- Taras Chewtchenko, O Sohno, Rio de Janeiro, Série Vertep, Compahnia Brasileira de Artes Graficas, 1980
- Ivan Franko, Moises, Rio de Janeiro, Série Vertep, Compahnia Brasileira de Artes Graficas, 1981
- Vassyl Stefanyk, Cruz de Pedra, Rio de Janeiro, Série Vertep, Compahnia Brasileira de Artes Graficas, 1982
- Lessia Ukrainka, Don Juan, Rio de Janeiro, Série Vertep, Compahnia Brasileira de Artes Graficas, 1983
- Contos Populares Ucranianos, Rio de Janeiro, Série Vertep, Compahnia Brasileira de Artes Graficas, 1983
- Mykhailo Kotsiubynsky, Sombras dos Ancestais Equecidos, Rio de Janeiro, Série Vertep, Compahnia Brasileira de Artes Graficas, 1985
- Renovos de Mitos, Rio de Janeiro, Compahnia Brasileira de Artes Graficas, 1986
- Cancioneiro de natal, Rio de Janeiro, Série Vertep, Compahnia Brasileira de Artes Graficas, 1988
- Marko Vowtchok, Marussia, Rio de Janeiro, Série Vertep, Compahnia Brasileira de Artes Graficas, 1988
- Cânticos da Primavera, Rio de Janeiro, Série Vertep, Compahnia Brasileira de Artes Graficas, 1989
- Boghdan Ighor Antonych, Jarra Eslava, Rio de Janeiro, Série Vertep, Compahnia Brasileira de Artes Graficas, 1989
- Vassyl Gholoborodgko, Dia Verde, Rio de Janeiro, Série Pyssanka, Compahnia Brasileira de Artes Graficas, 1991
- Ivan Dratch, Asas, Rio de Janeiro, Série Pyssanka, Compahnia Brasileira de Artes Graficas, 1993
- O Grupo de Nova York, Rio de Janeiro, Série Pyssanka, Compahnia Brasileira de Artes Graficas, 1993
- Mykola Vorobiow, Signos, Rio de Janeiro, Série Pyssanka, Compahnia Brasileira de Artes Graficas, 1994
- Valery Chewtchuk, O Caminho, Rio de Janeiro, Série Pyssanka, Compahnia Brasileira de Artes Graficas, 1995
- Ighor Kalynets, O Fogo Sagrado, Rio de Janeiro, Série Pyssanka, Wlrl. Editoraçăo Eletrônica, 1997
- Lida Paly, Luzes na Agua, Rio de Janeiro, Série Pyssanka, J. di Giorgio & Cia. Ltda, 1997
- O castiçal, Rio de Janeiro, Série Pyssanka, Compahnia Brasileira de Artes Graficas, 1998
- Sofia Maidanska, Rio Montes, Rio de Janeiro, Série Pyssanka, Editora Velha Lapa, 1998
- Mykola Vinghranowsky, Estórias, Rio de Janeiro, Série Pyssanka, Editora Velha Lapa, 1998
- Iryna Jylenko, Solona Flauta, Rio de Janeiro, Série Pyssanka, Editora Velha Lapa, 1999